# Regentenstraße 139–141 (Mönchengladbach)

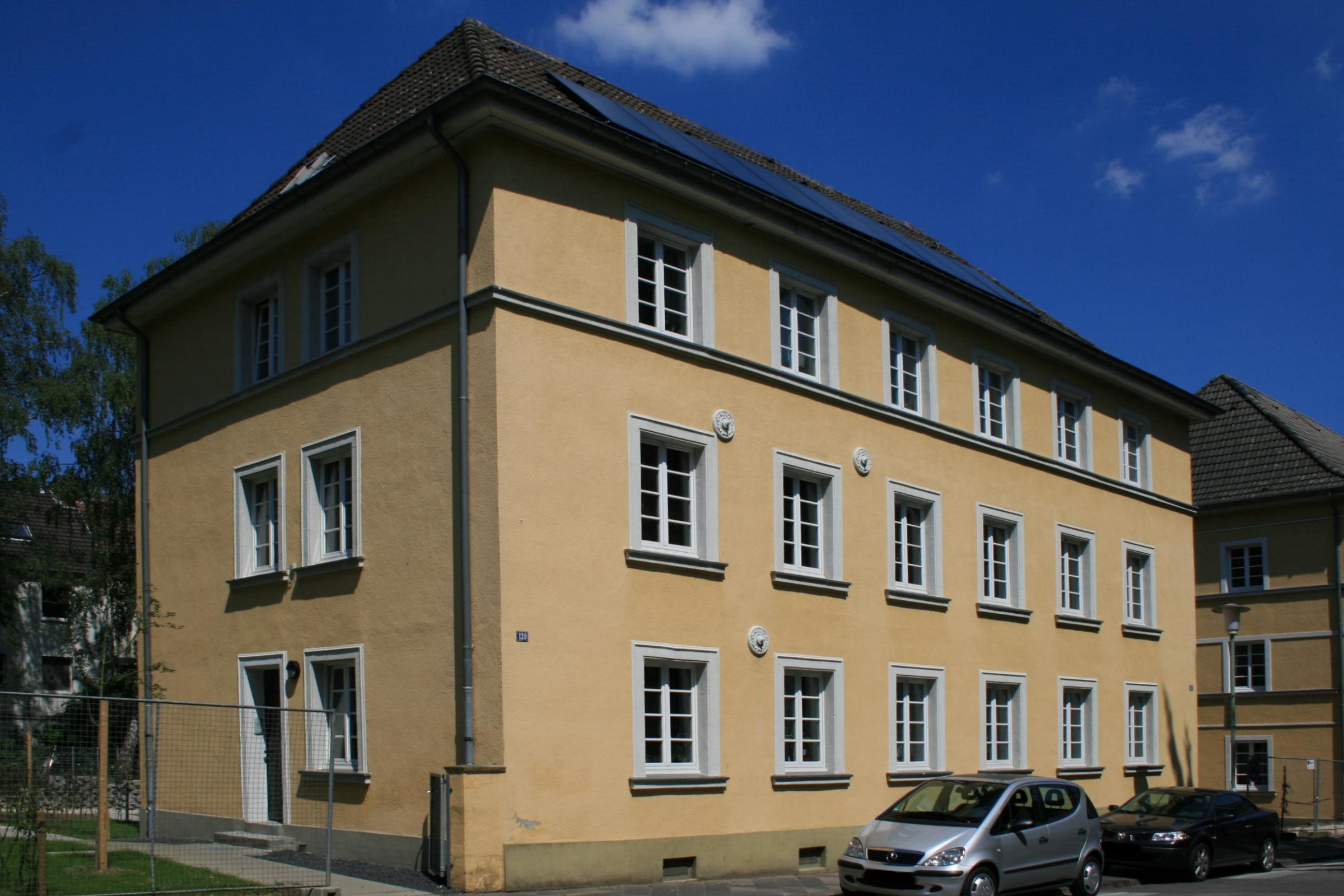
Wohnhaus (2010)

Das Wohnhaus Regentenstraße 139–141 steht im Stadtteil Eicken in Mönchengladbach (Nordrhein-Westfalen).
Das Gebäude wurde nach 1925 erbaut. Es wurde unter Nr. R 063 am 17. Mai  1989 in die Denkmalliste der Stadt Mönchengladbach eingetragen.

## Lage
Das Objekt liegt an der Stichstraße zur Hauptschule als Teil der nördlichen Seite der Regentenstraße. 

## Architektur
Das Gebäude ist ein dreigeschossiges, traufenständiges und vielachsiges Walmdachhaus und wurde 1925 von der Stadt Mönchengladbach als Mietwohnhaus errichtet.